# Villiers-Fossard
Villiers-Fossard – miejscowość i gmina we Francji, w regionie Normandia, w departamencie Manche.
Według danych na rok 1990 gminę zamieszkiwało 417 osób, a gęstość zaludnienia wynosiła 49 osób/km² (wśród 1815 gmin Dolnej Normandii Villiers-Fossard plasuje się na 496. miejscu pod względem liczby ludności, natomiast pod względem powierzchni na miejscu 610.).